# 荏原神社
荏原神社（えばらじんじゃ）は、東京都品川区北品川にある神社である。旧社格は郷社。別名を天王社、貴布彌大明神という。「南の天王」とも呼ばれる。また東海七福神の中の1社として恵比須を祀る。

## 祭神
以下の5柱の神を祀る。
- 右座 豊受姫之神
- 右座 天照皇大神
- 右座 須佐男之尊
- 中央 高龗神
- 左座 手力雄之尊

## 歴史
和銅2年（709年）9月9日、大和国丹生川上神社より高龗神（水神）の勧請を受けて南品川に創建したのに始まる。
長元2年（1029年）に伊勢神宮より豊受大神・天照大神を勧請。
康平5年（1062年）、源頼義・義家は奥州安倍氏征伐に際し当社と大國魂神社に参籠し、品川の海中で身を浄める（※このことより、現在でも大國魂神社の神職は例祭のくらやみ祭に際し当社に参詣して禊を行う）。
宝治元年（1274年）に京都祇園社（八坂神社）より牛頭天王を勧請。
以降、源氏、上杉氏、徳川氏など多くの武家の信仰を受け、南品川の鎮守として崇敬さる。後に現在地に遷座。旧鎮座地には今も水神の貴布彌神社(きふねじんじゃ)があるように、もとは「品川貴船社」と称す。
明治元年（1868年）勅祭社に准ぜられた（准勅祭社という）。
なお、荏原神社は品川貴船社＝現荏原神社が准勅祭社に列せられたとしているが、昭和50年(1975年)に12の准勅祭社を基に定めた東京十社においては、品川神社第十三代神主小泉帯刀（准勅祭社指定当時の神主）の文書を根拠に品川神社が列した。現在、品川神社、荏原神社とも元准勅祭社を名乗っている。
明治3年（1870年）、准勅祭社制度が廃され、改めて郷社に列した。
明治8年（1875年）、品川貴船社の名を改めて、荏原郡の名をつけて「荏原神社」に改称。
目黒川最下流が新たな河口まで直線化され、目黒川の北岸（北品川）に位置することとなった。

## 祭事
9月に貴布禰祭、6月初旬に天王祭、11月に大酉祭（酉の市）が行われる。

### 天王祭
6月の天王祭は当社の例祭。
天王洲沖で神面をつけた神輿が海に入る「御神面海中渡御」が行われる。これは、宝暦元年6月、品川沖の海面から牛頭天王の面が発見されたことに因むものである。「天王洲」の地名はこのことによるものである。天王洲は現在は埋め立てにより陸地になっており、当社の氏子地域になっている。
牛頭天王（須佐男之尊）が水神であることから、参加者をかっぱになぞらえ、「かっぱ祭」と俗称される。

## 交通アクセス
- 新馬場駅より徒歩4分（経路案内）。